# Partyzantka radziecka

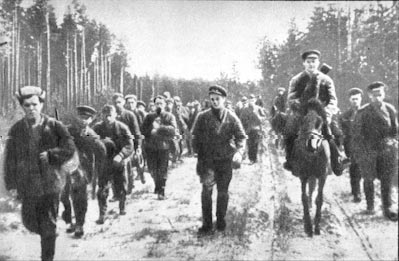
Radzieccy partyzanci na Białorusi, 1943 lub 1944

Partyzantka radziecka (sowiecka) – forma organizowanych w ukryciu walk o zmiany społeczne bądź wyzwolenie, prowadzonych na obszarach objętych działaniami wojennymi i opartych na współpracy z miejscową ludnością cywilną oraz regularnymi siłami militarnymi walczącymi na tyłach wroga; także oddziały podporządkowane władzom RFSRR i Związku Socjalistycznych Republik Radzieckich, działające w formie partyzanckiej.
Zakres geograficzny zjawiska zakreślały aktualne w danym momencie wpływy polityczne państwa radzieckiego, zaś chronologiczny – od rewolucji październikowej do pokonania III Rzeszy. Działalność partyzantki radzieckiej przejawiała się w rozlicznych formach, m.in. sabotaż, dywersja czy propaganda. Jej cel na różnych etapach dziejów ulegał ewolucji. W początkowym okresie istnienia ruchu partyzanckiego nadrzędnym zadaniem było przyciągnięcie na stronę rewolucji nieuświadomionych ideowo grup społecznych, zaś w końcowym etapie rozwoju (podczas wielkiej wojny ojczyźnianej) – ogólna mobilizacja społeczeństwa okupowanych terenów ZSRR przeciwko wojskom okupacyjnym Państw Osi.

## Partyzantka radziecka w okresie wojny domowej w Rosji
Partyzantka w warunkach ideologii walki klasowej przybrała po rewolucji październikowej nowe znaczenie. Już w okresie wojny domowej w Rosji dla KC RKP(b) partyzantka była jednym z głównych narzędzi do osłabienia sił białych (północny Kaukaz, Don, Syberia i Daleki Wschód) i państw narodowych powstałych po rozpadzie Imperium Rosyjskiego (Ukraina, Białoruś). Pracujące na obszarach objętych działaniami wojennymi podporządkowane KC komórki partyjne organizowały własne oddziały partyzanckie. Dążyły także do objęcia kierownictwa nad już istniejącymi formacjami. Natomiast celem KC w zakresie ruchu partyzanckiego była jego centralizacja i skoordynowanie z działaniami Armii Czerwonej na danym obszarze.

### Ruch partyzancki na Ukrainie
Zasięg i nasilenie partyzantki na różnych obszarach państwa radzieckiego nie były jednolite, a jej metryka związana była z aktualnymi warunkami polityczno-ekonomicznymi. Najwcześniej, bo w 1918 roku, radziecka partyzantka powstała na Ukrainie i Białorusi w warunkach okupacji niemieckiej. W lutym 1918 roku na Czernihowszczyźnie i w sąsiednich guberniach rozpoczął działalność oddział Mykoły Szczorsa. W ciągu pół roku ruch rozrósł się i objął centralną Ukrainę. W czerwcu na Kijowszczyźnie wybuchło antyniemieckie powstanie, w którym walczyło około trzydziestu tysięcy partyzantów. W trakcie kontrofensywy dwóch dywizji niemieckich partyzanci wycofali się na lewobrzeżną Ukrainę, a następnie na neutralny obszar pomiędzy Ukrainą a Rosją radziecką.
Główną siłę oddziałów partyzanckich na Ukrainie tworzyli robotnicy i chłopi. Niemniej do ruchu dołączało także bogatsze chłopstwo, sprzyjające poglądom eserów, anarchistów i nacjonalistów, co skutkowało czasem przejęciem inicjatywy przez przeciwników rewolucji (np. Nestor Machno). Początkowo ukraińskim ruchem partyzanckim kierował Sekretariat Ludowy, który został decyzją I Zjazdu KP(b)U z czerwca 1918 roku zastąpiony przez Ogólnoukraiński Centralny Wojskowo-Rewolucyjny Komitet. W ramach zjazdu postanowiono rozpocząć działania, mające na celu obalenie władzy hetmana Pawła Skoropadskiego. Powstanie wybuchło 6 sierpnia na Czernihowszczyźnie. Dowodzenie objął Centralny Wojskowo-Powstańczy Komitet na czele z Mykołą Kropywjanśkim. Po jego upadku przyczyny niepowodzenia dopatrywano się w braku dostatecznej orientacji w ówczesnej sytuacji politycznej komitetu rewolucyjnego, który wydał rozkaz powszechnej rebelii w czasie, gdy Rosja radziecka nie mogła na skutek podpisania traktatu brzeskiego wesprzeć jej militarnie. W świetle kolejnej porażki na II Zjeździe KP(b)U przyjęto postanowienie o nasileniu propagandy radzieckiej wśród mas, a na linii Suraż – Nowogród Siewierski – Rylsk przystąpiono do formowania dwóch dywizji, w skład których weszli ochotnicy i partyzanci działający na Ukrainie. W listopadzie 1918 roku, gdy Armia Czerwona przygotowywała się do ofensywy na Charków i Kijów, ruch partyzancki rozpoczął działania militarne na tyłach armii niemieckiej i armii Ukraińskiej Republiki Ludowej. Radziecka ofensywa rozpoczęła się w pierwszych dniach 1919 r. Wspólne natarcie doprowadziło do zdobycia Dniepropetrowska, Konotopa, Pawłodaru, Połtawy. Z początkiem 1919 roku większa część Ukrainy była zajęta przez Armię Czerwoną.
W okresie przewagi militarnej na południu Rosji od wiosny 1919 sił białych pod dowództwem Antona Denikina na Ukrainie powołano w lipcu 1919 roku Biuro Zafrontowe CK KP(b)U na czele ze Stanisławem Kosiorem. Organ ten podlegał Rewolucyjnej Radzie Wojennej i Głównemu Sztabowi ruchu rewolucyjnego. Armia Denikina odniosła między majem a lipcem 1919 r. serię sukcesów: zajęła Donbas, Charków, Jekaterynosław, cały obszar doński i strategicznie położony Carycyn. Po tym zwycięstwie 3 lipca rozpoczęła marsz w kierunku Moskwy. W połowie października siły Denikina dotarły do Orła i tam dopiero ich ofensywa została powstrzymana.
W październiku 1919 roku biuro wydało rozkaz rozpoczęcia natarcia na siły Denikina od tyłu frontu, na skutek czego zajęte zostały m.in. Koziatyn, Krzemieńczuk, Nowomoskowsk, Połtawa. W szeregach oddziałów partyzanckich według danych z grudnia 1919 roku walczyło ponad pięćdziesiąt tysięcy partyzantów, wspieranych przez aktywistów ideologii bolszewickiej. Pozwoliło to na zdobycie przewagi liczebnej bolszewików w ruchu nad eserowcami, anarchistami z ruchu Machny, borotbistami (np. na przełomie 1919–1920 roku szeregi Armii Czerwonej zasiliło trzydzieści pięć tysięcy osób, które opuściły szeregi armii Machny).

### Partyzantka na Białorusi
Na Białorusi ruch partyzancki rozwinął się w 1918 roku w guberniach witebskiej, mohylewskiej i mińskiej. W sierpniu 1918 roku utworzono Komitet Krajowy, który miał za zadanie zjednoczyć i scentralizować działalność podziemia na Litwie i Białorusi. 10 grudnia 1918 roku wojska radzieckie wspierane przez akcje partyzantów białoruskich zajęły Mińsk, a 5 stycznia 1919 roku także Wilno.

### Południe Rosji
Na terytoriach nad Donem, Morzem Czarnym oraz na północnym Kaukazie na charakter ruchu partyzanckiego w dużej mierze oddziaływały czynniki społeczne. W celu zatarcia różnic warstwowych i nadania ruchu partyzanckiemu właściwego z punktu widzenia propagandy bolszewickiej kierunku działań powołano jesienią 1918 roku podporządkowane Frontowi Południowemu Biuro Dońskie dla Kazaków, Północnokaukaski Komitet Partii w Jekatierinodarze dla terenów nad Morzem Czarnym oraz Noworosyjski Komitet Podziemny RKP(b) dla północnego Kaukazu. Dwa ostatnie w lipcu 1919 roku połączyły swoje zadania, powołując sztab główny i  sztaby rejonowe, czego rezultatem była centralizacja działań na linii Noworosyjsk – Tuapse oraz skuteczna dezorganizacja przerzucania sił wroga na linii kolejowej Majkop – Tuapse.
Ruch partyzancki dagestańskich górali był podporządkowany Dagestańskiemu Komitetowi Obwodowemu RKP(b) na czele z Ułłubijem Bujnakskim i Dżełał-ed-Dinem Korkmasowem. Partyzanci tych obszarów przyczynili się do uniemożliwienia wojskom Denikina zajęcia Astrachania.

### Ural i Syberia
Rozpoczęcie działalności partyzantki radzieckiej na Uralu, w Kazachstanie, Syberii i Dalekim Wschodzie datuje się na lato 1918 roku. Południowouralskie formacje partyzanckie sprzyjające poglądom bolszewickim pod dowództwem Nikołaja Kaszyrina i Wasilija Blüchera koordynowały swoje działania z 3 Armią Frontu Wschodniego przeciwko białogwardzistom Aleksandra Kołczaka i Korpusowi Czechosłowackiemu w okolicach Orenburga. Na przełomie 1918–1919 roku wywołano w Omsku, Tiumeni, Kańsku i Jenisejsku falę powstań robotniczych i chłopskich.
Do kontroli partyzantki na Syberii i Dalekim Wschodzie powołano Syberyjskie Biuro KC. 19 lipca 1919 roku KC RKP(b) podjął decyzję o połączeniu rozproszonych formacji partyzanckich w większe oddziały oraz obowiązku uzgodnienia ich dalszych działań z Armią Czerwoną. Najprężniej partyzantka działała w guberniach ałtajskiej i jenisejskiej. Wiosną 1919 roku w guberni jenisejskiej utworzono 1. Armię Chłopską na czele z Aleksandrem Krawczenką i Piotrem Szczetinkinem. Wynikiem jej działań było proklamowanie na początku 1919 roku Tasiejewskiej Radzieckiej Partyzanckiej Republiki. Na Ałtaju latem 1919 roku w oparciu o ruch partyzancki powstała Zachodniosyberyjska Chłopska Armia Czerwona w liczbie około dwudziestu pięciu tysięcy osób czele z Jefimem Mamontowem i Ignatijem Gromowem. Jej działalność koncentrowała się na linii Sławgorod – Alejsk – Rubcowsk. W pozostałych rejonach Ałtaju walczyły Czumyska i Górnoałtajska Dywizja Partyzancka. Do zadań partyzantki na tym obszarze należało uniemożliwienie poruszania się wroga po torach kolejowych i dezorganizacja tyłów armii kołczakowskiej. Działania wojenne podjęto m.in. w okolicach Tajszeta, Tomska, Czeremchowa i Irkucka.

### Daleki Wschód
Na objętych okupacją japońską i amerykańską na obszarach Dalekiego Wschodu utworzono Armię Amurską i Front Wschodniozabajkalski. Jesienią 1919 roku przeciwko notorycznym atakom białych pod kierunkiem Grigorija Siemionowa na Zabajkalu wystąpił oddział partyzancki na czele z Pawłem Żurawlowem. Na początku 1920 roku ruch zjednoczył się z Armią Ludowo-Wyzwoleńczą Republiki Dalekiego Wschodu, czego następstwem było zajęcie Czyty. W lutym 1920 roku partyzanckie oddziały (około dwudziestu tysięcy osób) zajęły rejon amurski.
W Kraju Nadmorskim partyzantką kierowali delegaci Dalekowschodniego Komitetu Krajowego RKP(b) m.in. Siergiej Łazo, Wsiewołod Sibircew, Aleksandr Fadiejew. Na początku 1920 roku zajęto Chabarowsk i Władywostok. Po utracie tych miast na skutek przewrotu politycznego na czele ze Spiridonem Mierkułowem partyzantka wznowiła swoje działania i wsparła siły Republiki Dalekiego Wschodu w ponownym opanowaniu tych terenów w 1922 roku.

## Partyzantka po traktacie ryskim
W roku 1920 Lenin powołał Towarzystwo Wiedzy Obronnej, które miało być organem przysposobienia wojskowego ludności. Wkrótce po podpisaniu traktatu ryskiego w marcu 1921 władze sowieckie rozpoczęły kampanię odrzucenia nowo uznanej granicy z Polską, używając argumentu, że nie była ona wytyczona zgodnie z zasadą samostanowienia narodów. Władze radzieckie zaczęły wspierać i inspirować oddziały terrorystyczne mniejszości narodowych w Polsce oraz wypady zwartych oddziałów o charakterze partyzanckim z terytorium ZSRR na wschodnie powiaty RP. Akcja miała charakter masowy.
Apogeum nieoficjalnej agresji sowieckiej nastąpiło w sierpniu 1924, kiedy to z terytorium ZSRR uzbrojony oddział liczący około stu osób pod dowództwem oficera Armii Czerwonej przekroczył granicę i w nocy z 3 na 4 sierpnia zaatakował Stołpce w województwie nowogródzkim. Miasto zostało opanowane. Splądrowano sklepy i domy, zniszczono posterunek policji oraz stację kolejową. Uwolniono ponad 150 więźniów, w tym członka KC KPZB Pawła Korczyka i członka KC KPP Stanisława Mertensa (Stefana Skulskiego). Po kilku godzinach napastnicy wycofali się w kierunku granicy. We wrześniu 1924 pod miejscowością Łowcza oddział dywersyjny zatrzymał pociąg relacji Pińsk – Łuniniec wiozący wojewodę poleskiego Stanisława Downarowicza i towarzyszących mu senatora RP Bolesława Wysłoucha i biskupa Zygmunta Łozińskiego.
Ogółem w 1924 w strefie granicy polsko-sowieckiej miało miejsce ponad 200 większych napadów i aktów dywersji, w których wzięło udział ok. 1000 napastników, a zginęły co najmniej 54 osoby. Zbrojne napady dywersyjne z terenu ZSRR, za które oficjalnie rząd sowiecki nie przyjmował odpowiedzialności, kompromitowały polską administrację i policję i wspierały propagandę KPZB i KPZU o tymczasowości granicy polsko-sowieckiej ustalonej traktatem ryskim i świeżo wówczas podpisanym protokołem o szczegółowej delimitacji granicy. Akcje dywersyjne na masową skalę ustały po powołaniu Korpusu Ochrony Pogranicza i zabezpieczeniu przez tę formację szczelności granicy polsko-sowieckiej.
W roku 1927 powołano w ZSRR organizację paramilitarną Osoawiachim (związek wspierania obrony powietrznej) o strukturze wzorowanej na WKP(b) (podzieloną na 350 000 komórek). Powstało także wiele innych organów mających za zadanie szkolić ludność (nawet kobiety i młodzież szkolną) na wypadek wojny. Powstały liczne ogólnodostępne strzelnice oraz wieże spadochronowe.
Przez cały rok 1940 (aż do czerwca 1941 roku) rozgrywane były wielkie „partyzanckie gry wojenne”, organizowane głównie na terenie zachodniej Ukrainy oraz w okolicach Mińska, Kijowa i Moskwy. Głównymi uczestnikami tych szkoleń byli chłopi i robotnicy.

## Partyzantka po ataku III Rzeszy na ZSRR
Treść tej sekcji może nie być zgodna z zasadami neutralnego punktu widzenia,
ponieważ patrz dyskusję hasła „Zbędny szablon POV”.
Dokładniejsze informacje o tym, co należy poprawić, być może znajdują się w dyskusji tej sekcji.
 Po wyeliminowaniu niedoskonałości należy usunąć szablon {{Dopracować}} z tej sekcji.
29 czerwca 1941 roku, tydzień po ataku Niemiec na ZSRR, Komitet Centralny WKP(b) oraz rząd ZSRR skierowali do podległych im organów dyrektywę o podjęciu wojny partyzanckiej. Skróconą wersję tej dyrektywy do wiadomości publicznej podał osobiście Stalin 3 lipca 1941 roku.
Dowództwo radzieckie miało nadzieje na powstanie na zajętych przez Wehrmacht terenach spontanicznego ruchu antyniemieckiego. Jednakże taki ruch nie powstał. Wobec tego 18 lipca 1941 roku Komitet Centralny KPZR wydał nowe postanowienia w sprawie organizacji wojny partyzanckiej. Na zajętych przez Niemców terenach nakazał tworzenie podziemnych komitetów partyjnych, które miały nadzorować działania partyzantki na swoim terenie.
Jej szeregi zasiliły dziesiątki tysięcy żołnierzy i oficerów Armii Czerwonej, którzy pozostali na zapleczu frontu w wyniku szybkich postępów Wehrmachtu, a także ukrywający się przed Niemcami Żydzi. „Modus operandi” i cechą charakterystyczną partyzantki sowieckiej było to, że napadała, rabowała, gwałciła i zabijała miejscową ludność. Akcje aprowizacyjne zwane „bombioszki” polegały na zaopatrywaniu się w broń, pożywienie, odzież, pochodzące z rabunku miejscowej ludności, miały wyższy priorytet niż działania wojskowe przeciwko komukolwiek i były podstawą działań sowieckich partyzantów. Na niektórych obszarach rabunek i bezlitosna eksploatacja chłopów prowadziły do powstania nadwyżek żywności (głównie mięsa), które wysyłane były potem do ZSRR.
Według dokumentów z archiwów mińskich zbadanych i opublikowanych przez Bogdana Musiała działalność sowieckiej partyzantki zainicjowała tajna policja NKWD/NKGB zaraz po ataku III Rzeszy na ZSRR i okupowane przez ZSRR tereny Polski, państw bałtyckich i Rumunii. Już 26 czerwca 1941 r. przywództwo sowieckie na Białorusi wydało rozkaz o utworzeniu i wysłaniu w pole 14 oddziałów partyzanckich. Składały się one z 539 NKGBistów, 623 NKWDzistów oraz z czerwonoarmistów. Oddziały te zostały dość szybko rozbite i rozproszone.
Organizacje struktur oddziałów rozpoczęła tajna policja – NKWD. Szkolenie rozpoczęto wśród żołnierzy, obejmowało ono m.in. taktykę partyzancką, produkcję min w warunkach leśnych, wysadzania mostów, linii kolejowych, a także czytania map. Następnie takich przeszkolonych żołnierzy rozsyłano w okolice zbliżającego się frontu. Z czasem znalezienia się za linią frontu mieli oni za zadanie rozpoczęcie zadań partyzanckich. Ponadto ukrywano także broń, konserwy, radiostacje, a także inne rzeczy potrzebne do podjęcia takich działań.

### Rok 1942
W początkowym okresie partyzanci przeprowadzali tylko akcje zakłócające. Pierwsza porażka niemiecka pod Moskwą oraz polityka okupacyjna Niemców pobudziły ludność do stawiania oporu. Od roku 1942 rozpoczęło się organizowanie większych obozów partyzanckich, lotnisk polowych oraz uruchamianie stacji radiowych. Ponadto powstały grupy wywiadowcze. 30 maja 1942 roku w Moskwie powstał Centralny Sztab Ruchu Partyzanckiego. Z końcem 1942 roku partyzantka radziecka przyjęła ostateczny kształt. Do każdej jednostki partyzanckiej przydzieleni zostali oficerowie NKWD, zacieśniła się współpraca z Armią Czerwoną. Każdy większy oddział dysponował własną radiostacją. Zorganizowano most powietrzny zaopatrujący partyzantów w broń, żywność, materiały wybuchowe, medykamenty, a nawet specjalne wydanie „Prawdy”. Ponadto zorganizowano loty z rannymi i urlopowiczami.
W okolicach Woroneża powstało 16 partyzanckich ośrodków szkolenia dla instruktorów. Kursy trwały od trzech do sześciu tygodni. Ponadto w Tbilisi została zainstalowana rozgłośnia NKWD, wzorowana na rozgłośni BBC. Emitowała ona programy we wszystkich językach. Również w Tbilisi powstał specjalny obóz szkoleniowy NKWD przygotowujący jednostki „OO”, których członkowie przydzielani byli do jednostek partyzanckich jako instruktorzy i kontrolerzy. Wszyscy uczestnicy szkolenia byli oficerami NKWD (od podporucznika do pułkownika). 1 maja 1942 roku ukazało się opracowanie pod tytułem „Sputnik Partizana” będące swoistym podręcznikiem dla partyzantów. Zawarto tam informacje zarówno o produkcji min w warunkach polowych i obsłudze zdobycznej broni, jak i o przetrwaniu w trudnych warunkach. Książkę tę zrzucano masowo na terenach zajętych przez partyzantów.

## Działalność partyzantki radzieckiej
Treść tej sekcji może nie być zgodna z zasadami neutralnego punktu widzenia.
Dokładniejsze informacje o tym, co należy poprawić, być może znajdują się w dyskusji tej sekcji.
 Po wyeliminowaniu niedoskonałości należy usunąć szablon {{Dopracować}} z tej sekcji.
Dane na temat liczby partyzantów radzieckich są rozbieżne. Radzieckie szacunki odnoszące się do drugiej połowy wojny mówią o 700 tys. partyzantów. Natomiast Bogdan Musiał, a za nim Marek Jan Chodakiewicz, podają, że do stycznia 1944 roku ich liczba wynosiła 187 571, w tym około 10% kobiet. Najsilniejsze sowieckie oddziały partyzanckie istniały na okupowanych terenach dzisiejszej Białorusi, gdzie w czasie wojny walczyło 121 903 (65%) uzbrojonych partyzantów radzieckich, w tym 28 tysięcy na Polesiu, a także w Rosji, gdzie w czasie wojny osiągnęły liczebność 220 tysięcy partyzantów, oraz dzisiejszej Ukrainy, gdzie liczyły 110 tysięcy partyzantów (w tym 10 tysięcy partyzantów na Wołyniu). Oddziały partyzantki sowieckiej operowały także na terytoriach Czechosłowacji, dzisiejszych Litwy, Łotwy, Estonii i Finlandii.
Działalność partyzantki sowieckiej była wspierana przez Armię Czerwoną, m.in. masowymi zrzutami zaopatrzenia i specjalistów, a także przerzuceniem przez linię frontu korpusu powietrznodesantowego i korpusu kawalerii. Od połowy 1943 przy każdym oddziale partyzantki sowieckiej funkcjonował Wydział Specjalny NKGB, do zadań którego należały tworzenie sieci agenturalnej, wykrywanie ekspozytur obcych wywiadów, zwalczanie dezercji, kontrola politycznej prawomyślności partyzantów, sporządzenie wykazów osób wrogo nastawionych do ZSRR i ich zwalczanie, wydawanie i wykonywanie wyroków.
W oddziałach GL i AL walczyło wielu partyzantów radzieckich, rekrutujących się głównie spośród zbiegłych jeńców wojennych i przerzuconych drogą lotniczą instruktorów Armii Czerwonej – ich liczba wynosiła ponad 7 tys. osób. Z drugiej strony  ok. 11 tys. Polaków aktywnie walczyło na terenach zabużańskich w szeregach partyzantki radzieckiej, tworząc niejednokrotnie samodzielne oddziały np. Jeszcze Polska nie zginęła dowodzony przez Roberta Satanowskiego. Do znanych grup sowieckich partyzantów można zaliczyć oddziały: „Margirio”, „Piorun”, „Śmierć faszyzmowi”, „Śmierć okupantowi”, im. Stalina, Otriad Bielskich.

### Białoruś
Rząd radziecki uważał Białoruś za miejsce kluczowe dla rozwoju wojny partyzanckiej. Głównymi czynnikami tej strategii były geografia regionu, z dużą ilością gęstych lasów i bagien oraz jego położenie na liniach komunikacyjnych z Moskwą. Organy partyzanckie we wschodnich prowincjach Białorusi zaczęły powstawać już na dzień po pierwszej dyrektywie rządu ZSRR (dyrektywy nr 1 z 30.07.1941 i nr 2 z 1941/07 -01).
Według sowieckich szacunków, w sierpniu 1941 roku działało już 231 grup partyzanckich. Pod koniec 1941 roku liczba jednostek na Białorusi wyniosła 437, obejmując ponad 7.200 żołnierzy. Z czasem gdy front przenosił się na wschód oddziały partyzanckie znalazły się w krytycznej sytuacji. Do marca 1942 roku niemożliwe było uzyskanie zaopatrzenia z terenów nieobjętych okupacją. Szczególnym problemem był brak łączności radiowej, która powróciła dopiero w kwietniu 1942 roku. W tym czasie oddziałom brakowało także wsparcia ze strony lokalnej ludności, która obawiała się represji ze strony Niemców. Zima 1941/42 doprowadziła do poważnych braków w amunicji, lekach i sprzęcie. Działania partyzantów były nieskoordynowane.
Przyczyną osłabienia ruchu partyzanckiego były niemieckie pacyfikacje latem i jesienią 1941 roku. Wiele jednostek zostało rozbitych, do 1942 roku oddziały partyzanckie nie podejmowały istotnych operacji wojskowych, ograniczając się do organizacji struktur i pomocy miejscowej ludności. Dane dotyczące liczby jednostek są niekompletne, szacuje się, że pod koniec 1941 roku, 99 oddziałów partyzanckich i około 100 grup partyzanckich działało na terenie Białoruskiej SRR. W zimie 1941/42 ich liczba spadła do 50 oddziałów partyzanckich i 50 podziemnych organizacji i grup konspiracyjnych. W grudniu 1941 roku na Białoruś skierowane zostały oddziały SS.
Bitwa pod Moskwą dała impuls do wznowienia walk partyzanckich. Prawdziwym przełomem okazała się radziecka ofensywa w zimę 1942 roku.

### Ukraina
Oprócz Białorusi, Ukraina była jedyną republiką sowiecką w całości okupowaną przez Wehrmacht, na większości terytorium pod administracją quasi-cywilną tzw. Komisariatu Rzeszy Ukraina. Konsekwencje okupacji dla obszaru i miejscowej populacji pozostającej pod okupacją były dewastujące. Reżim nazistowski poczynił niewielkie starania, by wykorzystać antysowieckie nastroje części Ukraińców, które powstały w latach rządów sowieckich. Ludność Ukrainy początkowo pozytywnie przyjmowała Niemców, mianowany przez Adolfa Hitlera komisarzem Rzeszy gauleiter Erich Koch był zwolennikiem polityki „twardej ręki”, zachowując znienawidzony przez ludność wsi sowiecki system kołchozowo-sowchozowy w rolnictwie, systematycznie deportując mieszkańców Ukrainy do III Rzeszy do pracy przymusowej i przeprowadzając zagładę Żydów na terenach ukraińskich. Politykę tę aprobował Hitler. W tych warunkach większość ludności przyłączyła się do antyniemieckiej konspiracji a ruch partyzancki rozszerzył się na obszar całej Ukrainy.
Pierwsze radzieckie oddziały partyzanckie pojawiły się w regionach obwodu czernichowskiego i obwodu sumskiego. W ruchu antyhitlerowskim dominowały oddziały Mikołaja Popudrenki i Sidora Kowpaki, szczytowym okresem rozwoju partyzantki był rok 1943. Oddziały partyzanckie były podporządkowane ukraińskiej Centrali Ruchu Partyzanckiego z siedzibą w Moskwie, oddziały podporządkowane Centrali liczyły ponad 150.000 żołnierzy i działały na terenie całej okupowanej Ukrainy (szczególnie w północno-wschodniej części). W 1944 roku partyzanci z oddziałów Petro Werszyhora i Kowpaki atakowali siły osi w Rumunii, Słowacji i Polsce.
Chociaż sowieccy partyzanci oficjalnie byli wrogo nastawieni do nacjonalistycznej Ukraińskiej Powstańczej Armii (UPA), lokalni dowódcy utrzymywali niekiedy neutralne stosunki między swoimi grupami. W okresie 1941–1942 i po 1943 obie strony wzajemnie się zwalczały. Partyzanci radzieccy likwidowali kolaborantów, sympatyków OUN-UPA i żołnierzy ukraińskiej 14 Dywizji Grenadierów SS.

### Rosja
W regionie Briańska partyzanci kontrolowali duże obszary znajdujące się za linią frontu. W lecie 1942 roku kontrolowali 14 000 kilometrów kwadratowych, z liczbą ludności wynoszącą ponad 200 000 osób. Partyzanci radzieccy w regionie byli dowodzeni przez Fiodorowa i Aleksandra Saburowa, oddziały liczyły ponad 60 000 żołnierzy. Innymi regionami na których prężnie rozwijał się ruch partyzancki były okolice Kurksu, Orłowa, Biełogardu, Leningradu, Pskowa i Smoleńska. W Smoleńsku i Orłowie partyzanci dowodzeni byli przez Dmitrija Miedwiediewa.
W 1943 roku, po zwycięstwach Armii Czerwonej w zachodniej Rosji i północno-wschodniej Ukrainie, wielu partyzantów jednostek Miediediewa, Fiedorowa i Saburowa zostało przerzuconych na tereny centralnej i zachodniej Ukrainy pozostające pod okupacją hitlerowską.

### Poza Związkiem Radzieckim
Poza granicami ZSRR przetransportowani na tereny Francji jeńcy sowieccy 8 maja 1944 roku wzięli udział w masowej ucieczce (łącznie uciekło wówczas 70 osób) i założyli dwie formacje partyzanckie: męską „Za Ojczyznę” („За Родину”) i żeńską „Ojczyzna” („Родина”), na której czele stanęła Nadieżda Lisowiec, a po niej – Rozalija Fridzon. W 1944 roku radzieccy partyzanci działali na terenach Polski i Czechosłowacji.

## Galeria

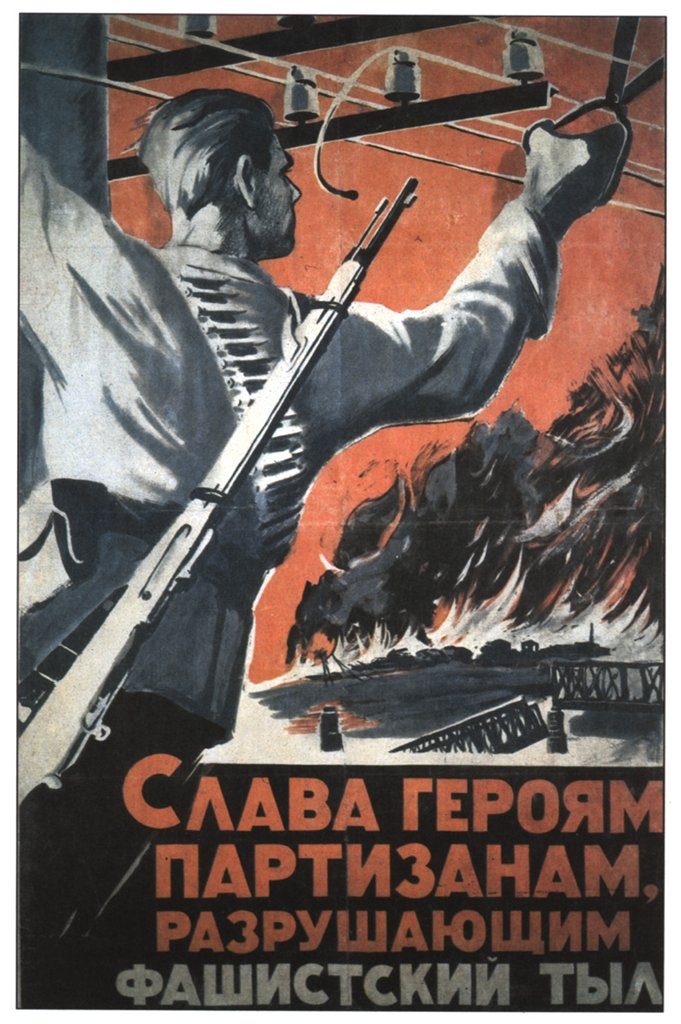
Plakat propagandowy na cześć radzieckich partyzantów z czasów drugiej wojny światowej
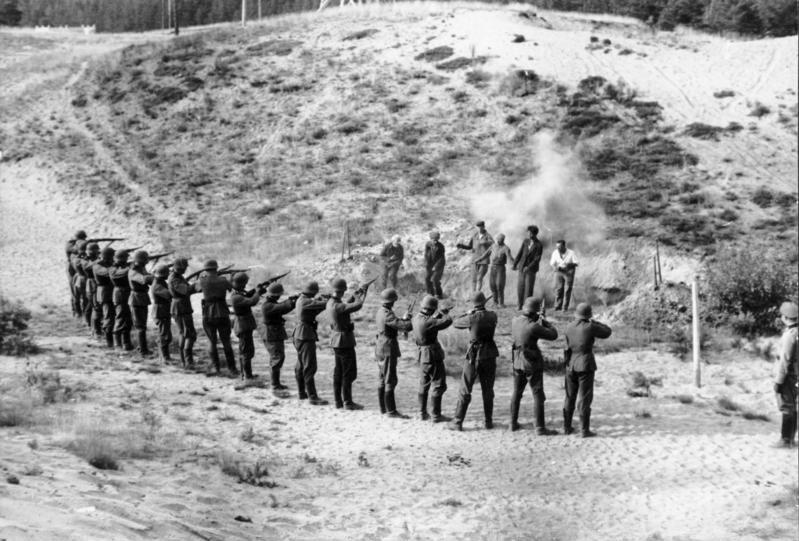
Egzekucja radzieckich partyzantów przez niemiecki pluton egzekucyjny, wrzesień 1941
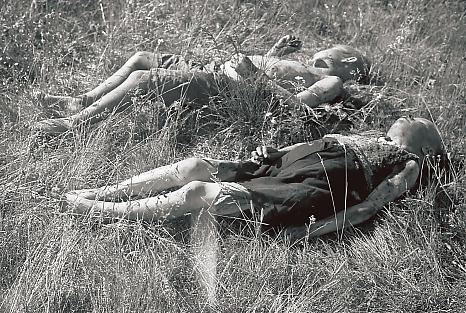
Fińscy cywile zamordowani przez partyzantów radzieckich w Laponii 1942
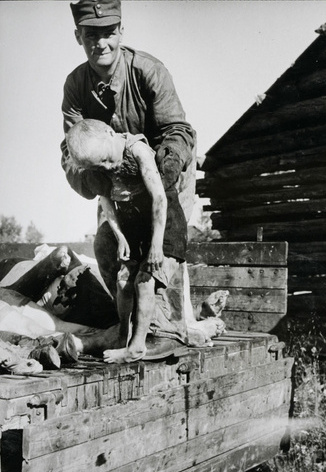
Fińskie dziecko zamordowane przez radzieckich partyzantów
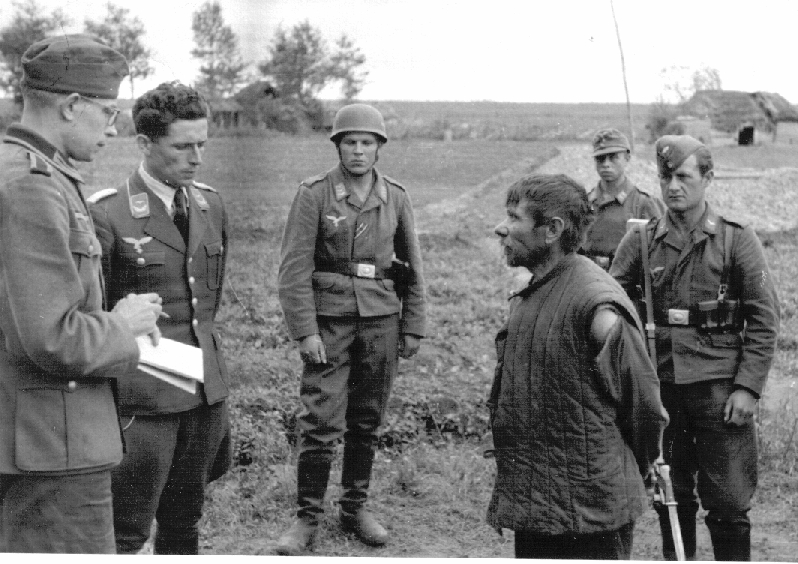
Pojmany radziecki partyzant przesłuchiwany przez niemieckich spadochroniarzy, Rosja 1942
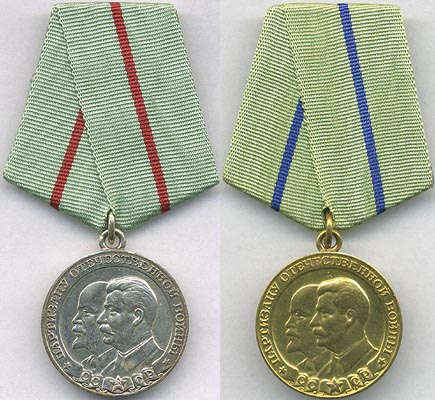
Medal Partyzantowi Wojny Ojczyźnianej (z lewej I stopień, z prawej II stopień)